# اداناک، ساسکاچوان
اداناک، ساساکانوچا (به انگلیسی: Adanac, Saskatchewan) در کانادا است که در ساسکاچوان واقع شده‌است.

## خصوصیات
اداناک ۲ نفر جمعیت دارد.